# DJK VfL Willich
DJK VfL Willich (offiziell: DJK-Verein für Leibesübungen 1919 Willich e. V.) ist ein Sportverein aus Willich im Kreis Viersen. Die erste Tischtennismannschaft der Frauen spielte zwei Jahre in der 2. Bundesliga. Die erste Fußballmannschaft der Frauen nahm einmal am DFB-Pokal teil.

## Geschichte
Der Verein geht auf dem im Jahre 1919 gegründeten Verein für Rasensport Willich zurück. Zwanzig Jahre später musste dieser zwangsweise mit dem Willicher Turnverein und dem Tischtennisclub Willich zum Verein für Leibesübungen Willich fusionieren. Nach dem Krieg trennte sich der Willicher Turnverein und wurde wieder selbständig. Zweiter Stammverein ist die 1927 gegründete DJK Blau-Gelb Willich. Beide Vereine fusionierten im Jahre 1966 zum heutigen DJK VfL Willich. Neben Tischtennis und Fußball bietet der Verein die Sportarten Badminton, Breitensport, Budō, Leichtathletik, Modellflug, Rugby, Tanzen, Trampolinturnen und Volleyball an. Mit etwa 2.400 Mitgliedern ist er der größte Verein der Stadt.

### Tischtennis
Die Tischtennisabteilung wurde von der DJK Blau-Gelb Willich eingebracht. Die Frauenmannschaft spielte insgesamt 14 Jahre in der Regionalliga West. Von 2007 bis 2009 traten die Willicherinnen in der 2. Bundesliga an.

### Fußball
Die seinerzeit in der Landesliga spielenden Fußballerinnen aus Willich erreichten im Jahre 1996 das Endspiel um den Niederrheinpokal, in dem sie auf den GSV Moers trafen. Dabei qualifizierten sich die Willicherinnen für den DFB-Pokal. Dort traf die Mannschaft nach einem Freilos in der ersten Runde in Runde zwei auf den Bundesligisten FC Eintracht Rheine und unterlag deutlich mit 0:10. Derzeit stellt der Verein keine Frauenmannschaft.
Die Männermannschaft des Vereins spielte in der Bezirksliga, bevor sie 2025 in die Kreisliga A abstieg.

### Volleyball
In der Saison 2017/18 ist die aus rund 50 aktiven Sportlerinnen und Sportlern bestehende Abteilung Volleyball mit 2 Teams im Bereich BFS (Breiten- und Freizeitsport) / Hobby-Mixed des Volleyballkreis Krefeld-Viersen vertreten. Der Einzugsbereich erstreckt sich über die Regionen Amern, Brüggen, Grefrath, Hinsbeck, Kempen, Krefeld, St. Tönis, Viersen, Vorst, Waldniel, und Willich mit ihren jeweiligen Stadtteilen. Der Volleyballkreis Krefeld-Viersen wird unterstützt vom Westdeutschen Volleyball-Verband e.V. (WVV), einem der Landesverbände des Deutschen Volleyball-Verband e.V. (DVV). Im September 2016 richtete der DJK-VfL Willich erstmals im Rahmen des Cityfestes ein offenes Fun-Beach-Volleyball Turnier auf dem Kaiserplatz in Willich aus.

### Rugby
Die Rugbyabteilung wurde 2016 gegründet und umfasst eine Herrenmannschaft sowie eine Kinder-/Jugendabteilung. Die Herrenmannschaft spielt derzeit in der Verbandsliga NRW.

## Persönlichkeiten
| - Mohamed Abdilaahi (Leichtathletik) - Jessica Göbel (Tischtennis) - Charline Hartmann (Fußball) - Richard Hofmann (Fußball) | - Mirjam Kloppenburg (Tischtennis) - Nina Mittelham (Tischtennis) - Ibrahim Nadir (Fußball) - Katja Nolten (Tischtennis) | - Emily Noor (Tischtennis) - Judith Stumper (Tischtennis) - Jing Tian-Zörner (Tischtennis) |